# Yotsuya-sanchōme (metropolitana di Tokyo)
Yotsuya-sanchōme (四谷三丁目駅?, Yotsuya-sanchōme-eki) è una stazione della metropolitana di Tokyo e si trova nel quartiere di Shinjuku a Tokyo. Essa serve la linea Marunouchi della Tokyo Metro.

## Stazioni adiacenti
| «                 | Servizio         | »                |
| Linea Marunouchi  | Linea Marunouchi | Linea Marunouchi |
| ----------------- | ---------------- | ---------------- |
| Shinjuku-gyoenmae | Linea principale | Yotsuya          |